# Куриловка (Конотопский район)
Куриловка (укр. Курилівка, с 1925 до 2016 год — Жовтневое) — село,
Жовтневский сельский совет,
Конотопский район,
Сумская область,
Украина.
Код КОАТУУ — 5922083301. Население по переписи 2001 года составляло 740 человек.
Является административным центром Жовтневского сельского совета, в который, кроме того, входит село
Капитановка.

## Географическое положение
Село Куриловка находится на правом берегу реки Ромен в месте впадения в неё канала, идущего от реки Куколка,
выше по течению на расстоянии в 0,5 км расположено село Капитановка и водохранилище Ромен,
ниже по течению на расстоянии в 1 км расположено село Карабутово,
выше по течению канала на расстоянии в 1 км расположено село Полтавка.
По селу протекает пересыхающий ручей с запрудой.
Рядом проходит автомобильная дорога Т-1907.

## Происхождение названия
В некоторых документах село называют Октябрьское.

## История
- Основано во второй половине XVII века как село Куриловка.
- 1925 — переименовано в село Жовтневое.
- 2016 — возвращено название Куриловка.

## Экономика
- Машинно-тракторные мастерские.

## Объекты социальной сферы
- Школа.
- Дом культуры.
- Фельдшерско-акушерский пункт.